# Meropleon cinnamicolor
Meropleon cinnamicolor là một loài bướm đêm trong họ Noctuidae.